# Петровско-Разумовская (платформа, Октябрьская железная дорога)
Петро́вско-Разумо́вская (до 2020 года использовалась грамматическая форма Петровско-Разумовское) — остановочный пункт на главном ходу Октябрьской железной дороги в Москве (Ленинградское направление Московского железнодорожного узла). Назван по селу, вошедшему в состав Москвы в 1917 году.
Станция входит в состав строящегося транспортно-пересадочного узла, в который также войдут строящаяся станция Петровско-Разумовская Савёловского направления на линии МЦД-1 и кросс-платформенная станция Петровско-Разумовская московского метрополитена на Серпуховско-Тимирязевской и Люблинско-Дмитровской линиях. При этом планируется перенос остановочного пункта ближе к путепроводу Савёловского направления для обеспечения комфортной пересадки между линиями МЦД-3 и МЦД-1. Открытие транспортно-пересадочного узла запланировано на 2024 год.
На Станционном проезде сохранилось старое одноэтажное здание вокзала, сейчас в этом качестве оно не используется.
Годовой пассажиропоток — 4,1 млн чел. (2012).

## Характеристика
Имеет две боковые платформы, соединённые пешеходным мостом. Они оборудованы турникетами, выходы из турникетных павильонов как в восточном направлении (на Линейную улицу, она же улица Линии Октябрьской Железной Дороги), так и в западном (на Станционный проезд).
До 2012 года на остановочном пункте было три платформы (две боковых и одна островная); средняя, третья платформа (в настоящее время разобрана) фактически работала только на средний путь, от проходящего рядом первого пути была отгорожена забором. В связи с прокладкой четвёртого пути в 2012 году средняя платформа демонтирована и заменён пролёт пешеходного моста. В 2013 году прокладка четвёртого пути была завершена, а в 2015 был завершён монтаж контактной сети.

## Пересадки
Является пересадочной на станцию Московского метрополитена «Петровско-Разумовская», пройти к станции метро и автобусной остановке можно по Линейной улице. В пешей доступности (850 метров) находится платформа Окружная Савёловского направления (МЦД-1).

## Наземный общественный транспорт
На этой станции можно пересесть на следующие маршруты городского пассажирского транспорта:
- Автобусы: м40, е24, 114, 123, 194, 204, 215, 282, 447, 466, с482, 677, т78, н10